# Horst Kasner

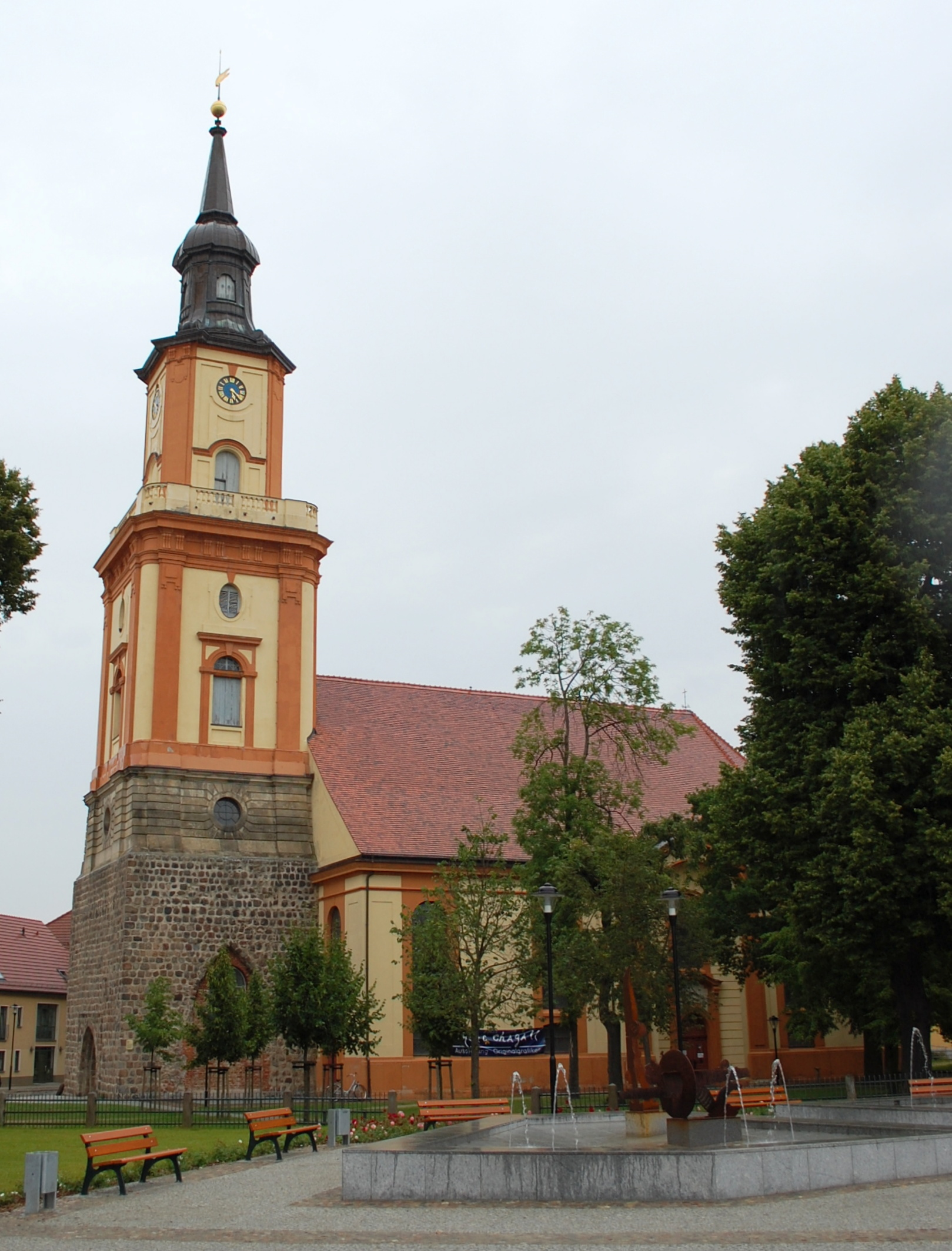
Templiński kościół Marii Magdaleny; miejsce pracy duszpasterskiej pastora Kasnera

Horst Kasner (ur. 6 sierpnia 1926 w Berlinie jako Horst Kazmierczak, zm. 2 września 2011 tamże) – niemiecki teolog protestancki. Ojciec niemieckiej kanclerz Angeli Merkel.

## Życiorys
Ojcem Horsta był Ludwig Kazmierczak, policjant niemiecki, urodzony 1896 w Poznaniu, zmarły w 1959 w Berlinie. Był on synem Anny Kazmierczak i Ludwika Wojciechowskiego.
W czasie I wojny światowej Ludwig Kazmierczak został zmobilizowany do armii niemieckiej i wysłany do Francji, gdzie prawdopodobnie dostał się do niewoli. We Francji dołączył do organizowanej przez generała Hallera polskiej armii, wraz z którą wrócił do Polski. W jej szeregach – służył albo w 1. pułku strzelców, albo w 1. pułku artylerii – możliwe że walczył też w wojnie polsko-ukraińskiej i polsko-bolszewickiej. W 1923 roku Ludwig przeniósł się do Berlina, gdzie podjął służbę jako policjant, a w 1930 zmienił nazwisko na Kasner. W roku 1931 awansował do stopnia sierżanta, a w 1943 do stopnia sierżanta w policji bezpieczeństwa pełniąc służbę w Berlinie.
Na temat wojennej służby Horsta Kasnera niewiele wiadomo. W wieku 19 lat trafił do niewoli. Po wojnie w roku 1948 podjął studia teologiczne najpierw w Heidelbergu, a następnie w Hamburgu. Ożenił się z Herlindą Jentzsch, nauczycielką angielskiego i łaciny, urodzoną 8 lipca 1928 w Gdańsku. Z tego związku w roku 1954 urodziła się córka – Angela Dorothea. Dziadkowie Angeli Merkel i jej matka do 1936 roku mieszkali w Elblągu, a następnie przeprowadzili się do Hamburga.
W roku 1954, kilka tygodni po urodzeniu córki oraz otrzymaniu stopnia doktorskiego, rodzina pastora Kasnera przeniosła się z Hamburga do NRD, gdzie zamieszkała w wiejskiej plebanii we wsi Quitzow koło Perleberga. Decyzję opuszczenia zachodnich Niemiec i wyjazd do NRD widział Kasner jako ewangeliczną służbę i przywiązanie do kościoła Jezusa Chrystusa, a nie jako wybór drogi do socjalizmu.
W roku 1957 Horst Kasner przeniósł się wraz z rodziną do miejscowości Templin w Brandenburgii, gdzie na polecenie władz kościelnych rozpoczął tworzenie seminarium dla pastorów, a następnie przez 30 lat kierował w małej wspólnocie parafialnej ośrodkiem kształcenia ewangelickich wikarych. Odmówił uczestniczenia i kandydowania do gremiów kierowniczych EKU (Evangelische Kirche der Union) w NRD ze względu na niejasność statutu Związku. W pracy społecznej związany był z panelem dyskusyjnym Weißenseer Arbeitskreise kierowanym i założonym przez pastora Hanfrieda Müllera w berlińskiej dzielnicy Weißensee. To nieformalne stowarzyszenie pod hasłem „Kirche im Sozialismus” skupiało środowiska, które gotowe były do współpracy z władzami komunistycznymi. W swoich publikacjach z okresu NRD polemizował przede wszystkim z pracami innego teologa protestanckiego Manfreda Jusuttisa.
7 lipca 1957 przyszedł na świat syn Horsta Marcus, a 19 sierpnia 1964 druga córka Irene. Dzieci pastora konfirmowane były w templińskiej farze. Kuzyn Horsta Kasnera mieszka do dziś w Poznaniu, tu też zachowała się część rodzinnych pamiątek w tym zdjęcia.
Pastor Horst Kasner zmarł 2 września 2011. Uroczystości pogrzebowe odbyły się 10 września 2011 w templińskim kościele pw. Marii Magdaleny. Był intelektualnym przywódcą kościoła Brandenburgii i Berlina, którego Stasi próbowała nakłonić do współpracy, ale bezskutecznie.

## Publikacje
- „Kirche als Gemeinschaft von Lernenden”. ZdZ, 1975
- „Mit der Kirche Staat machen?”. Evangelische Kommentare 4/88